# Linfoma de células B2
 Linfoma de células B2 , codificada en humanos por el gen  BCL2 , es el miembro fundador de la familia Bcl-2 de proteínas reguladoras que regulan la muerte celular (apoptosis), ya sea por la inducción (pro-apoptótica) o inhibiendo apoptosis (anti-apoptóticos). Bcl-2 se considera específicamente una proteína anti-apoptótica importante y por lo tanto se clasifica como un oncogén.
Bcl-2 deriva su nombre de linfoma de células B 2, ya que es el segundo miembro de una gama de proteínas descritas inicialmente en translocaciones cromosómicas que involucran los cromosomas 14 y 18 en los linfomas foliculares. Orthologs (como Bcl2 en ratones) se han identificado en numerosos mamíferos, los cuales ayudan a que sea  disponible  datos del genoma completo. Las dos isoformas de Bcl-2, Isoforma 1, también conocido como 1G5M, y Isoforma 2, también conocidos como 1G5O / 1GJH, exhiben pliegue similar. Sin embargo, los resultados en la capacidad de estas isoformas se unan a las proteínas BAD y BAK, así como en la topología estructural y potencial electrostático de la ranura de unión, sugieren diferencias en la actividad antiapoptótica para las dos isoformas.
Como BCL3, BCL5, BCL6, BCL7A, BCL9, and BCL10, tiene importancia clínica en linfoma.

## Papel en la enfermedad
El daño al gen Bcl-2 se ha identificado como una causa de un número de cánceres, incluyendo el melanoma, mama, próstata, leucemia linfocítica crónica, y cáncer de pulmón, y una posible causa de la esquizofrenia y la autoinmunidad. También es una causa de la resistencia a tratamientos de cáncer.
El cáncer se produce como resultado de una alteración en el equilibrio homeostático entre el crecimiento celular y la muerte celular. La sobreexpresión de los genes antiapoptóticos, y bajo-expresión de genes proapoptóticos, puede dar lugar a la falta de la muerte celular que es característica del cáncer. Un ejemplo puede verse en linfomas. La sobre-expresión de la proteína anti-apoptótica Bcl-2 en linfocitos sí sola no causa cáncer. Pero la expresión simultánea de Bcl-2 y la myc proto-oncogén puede producir neoplasias malignas de células B agresivos, incluyendo linfoma
En el linfoma folicular, una translocación cromosómica se produce comúnmente entre el decimocuarto y los cromosomas XVIII - t (14; 18 ) -. que sitúa el gen Bcl-2 a partir del cromosoma 18 junto a la inmunoglobulina de cadena pesada locus en el cromosoma 14. Este gen de fusión está desregulado, que conduce a la transcripción de niveles excesivamente altos de Bcl-2. Esto disminuye la propensión de las células de la apoptosis.
La apoptosis también juega un papel muy activo en la regulación del sistema inmune. Cuando es funcional, puede causar falta de respuesta inmune a autoantígenos a través de tanto la tolerancia central y periférica. En el caso de la apoptosis defectuosa, puede contribuir a las enfermedades autoinmunes. La enfermedad autoinmune, la diabetes de tipo 1 puede ser causada por apoptosis defectuosa, lo que conduce a aberrante AICD de células T y la tolerancia periférica defectuosa. Debido a que las células dendríticas son las células presentadoras de antígenos más importantes del sistema inmune, su actividad debe ser estrechamente regulada por mecanismos tales como la apoptosis. Los investigadores han encontrado que los ratones que contiene las células dendríticas que son Bim - / -, lo cual son incapaz de inducir apoptosis, esto causa enfermedades autoinmunes más que las que tienen las células dendríticas normales. Otros estudios han demostrado la utilidad de las células dendríticas  en parte controlado por un temporizador depende de anti-apoptótica Bcl-2.
La apoptosis juega un papel muy importante en la regulación de una variedad de enfermedades que tienen enormes impactos sociales. Por ejemplo, la esquizofrenia es una enfermedad neurodegenerativa que puede resultar de una relación anormal de factores pro y anti-apoptóticos. Existe alguna evidencia de que la apoptosis defectuosa puede causar  la expresión anormal de Bcl-2 y el aumento de expresión de caspasa 3.
La investigación adicional en la familia de proteínas Bcl-2 proporcionará una visión más completa de cómo estas proteínas interactúan entre sí para promover e inhibir la apoptosis.  La comprensión de los mecanismos involucrados puede ayudar a desarrollar nuevas terapias para el tratamiento del cáncer, enfermedades autoinmunes condiciones y enfermedades neurológicas.

### Uso de diagnóstico
Los anticuerpos para Bcl-2 se pueden utilizar con técnicas de inmunohistoquímica para identificar las células que contienen el antígeno. En el tejido sano, estos anticuerpos reaccionan con las células B en la zona del manto, así como algunas células T. Sin embargo, hay un aumento considerable de células positivas en el linfoma folicular, así como muchas otras formas de cáncer. En algunos casos, la presencia o ausencia de Bcl-2 tinción en las biopsias pueden ser importantes para el pronóstico del paciente o la probabilidad de recaída.

## Las terapias dirigidas
Inhibidores de Bcl-2 incluyen:

### Genasense
Un fármaco oligonucleótido antisentido Genasense (G3139) ha sido desarrollada por Genta Incorporated apuntar Bcl-2. Una hebra de  ADN o ARN antisentido no codificante es complementaria a la cadena codificante (que es la plantilla para la producción de ARN o proteínas, respectivamente). Un fármaco antisentido es una secuencia corta de ARN que es híbrida  e inactiva con mRNA, la prevención de la proteína de la que se forma.
Se demostró que la proliferación de células de linfoma humano (con t (14; 18)) puede ser inhibida por RNA antisentido dirigido a la región del codón de inicio de Bcl-2 mRNA. Los estudios in vitro llevado a la identificación de Genasense, que es complementaria a los primeros 6 codones de Bcl-2 mRNA.
Estos han mostrado resultados exitosos en las investigaciones en  Fase I y  II  para el linfoma, y un gran estudio de fase III fue lanzado en el 2004.
Por el primer trimestre de 2010, Genasense no había recibido aprobación de la FDA debido a resultados decepcionantes en una investigación  de melanoma. Aunque la seguridad y eficacia de Genasense no se han establecido para cualquier uso, Genta Incorporated afirmó en su página web que los estudios estaban en curso para examinar el papel potencial de Genasense en una variedad de indicaciones clínicas. En agosto de 2012, Genta Incorporated cerro.

### ABT-737
A mediados de la década de 2000, Abbott Laboratories ha desarrollado un nuevo inhibidor de Bcl-2, Bcl-xL y Bcl-w, conocido como ABT-737. Este compuesto es parte de un grupo de inhibidores de moléculas pequeñas miméticas BH3 (SMI), que se dirigen estas proteínas de la familia Bcl-2, pero no A1 o MCL-1. ABT-737 es superior a los inhibidores anteriores BCL-2, porque este compuesto tiene mayor afinidad por Bcl-2, Bcl-xL y Bcl-w. En estudios in vitro, las células primarias de pacientes con neoplasias malignas de células B son extremadamente sensibles a ABT-737. ABT-737 y no induce directamente la apoptosis.; que mejora los efectos de las señales de muerte y causa muerte basado en el agente,solo el  mecanismo de células en pulmón y linfoma líneas de las  células pequeñas. En modelos animales, mejora la supervivencia, provoca la regresión del tumor, y los resultados en la curación de un alto porcentaje de ratones. Por último, en los estudios preclínicos que utilizan xenoinjertos de pacientes, ABT-737 ha demostrado eficacia para el tratamiento de linfoma y otros cánceres de la sangre.

### ABT-199
Actualmente en una investigación para estudiar los efectos de agente de ABT-199,  un fármaco BH3-mimético que está diseñado para bloquear la función de la proteína Bcl-2, en pacientes con leucemia linfocítica crónica. [15] Se han reportado buenos resultados . Some very good responses have been reported.

### Otros
- obatoclax (GX15-070) tiene resultados en la  fase II para el cáncer de pulmón de células pequeñas.[17]

## Interacciones
Bcl-2 2 se ha demostrado que interactúan con:
- BAK1,[18][19]
- BCAP31,[20]
- BCL2-like 1,[18][21]
- BCL2L11,[22][23][24]
- BECN1,[25]
- BID,[22][26]
- BMF,[27]
- BNIP2,[28][29]
- BNIP3,[29][30]
- BNIPL,[28][31]
- BAD[22][32]
- BAX,[18][33][34][35]
- BIK,[22][36]
- C-Raf,[37]
- CAPN2,[38]
- CASP8,[39][40]
- Cdk1,[41][42]
- HRK,[22][43]
- IRS1,[44]
- Myc,[45]
- NR4A1,[18]
- Noxa,[22][46]
- PPP2CA,[47]
- PSEN1,[48]
- RAD9A,[33]
- RRAS,[49]
- RTN4,[50]
- SMN1,[51]
- SOD1,[52]  and
- TP53BP2.[53]

|}

## Genes Humanos BCL-2
BAK;       BAK1;      BAX;       BCL2;      BCL2A1;    BCL2L1;    BCL2L10;   BCL2L13;
BCL2L14;   BCL2L2;    BCL2L7P1;  BOK;       MCL1; LGALS7 (Galectin-7)